# Черногория на Средиземноморских играх
Черногория принимает участие в Средиземноморских играх с 2009 года.
По состоянию после Средиземноморских игр 2022, спортсмены Черногории завоевали всего 22 медали, из них 4 золотых, в командном медальном зачёте Черногория занимает 23-е место.

## Медальный зачёт
| Год            | Кол-во спортсменов                                | Золото                                            | Серебро                                           | Бронза                                            | Всего                                             | Место                                             |
| 1951—1991      | участвовали как часть команды Югославии           | участвовали как часть команды Югославии           | участвовали как часть команды Югославии           | участвовали как часть команды Югославии           | участвовали как часть команды Югославии           | участвовали как часть команды Югославии           |
| 1993           | не участвовали                                    | не участвовали                                    | не участвовали                                    | не участвовали                                    | не участвовали                                    | не участвовали                                    |
| 1997—2005      | участвовали как часть команды Сербии и Черногории | участвовали как часть команды Сербии и Черногории | участвовали как часть команды Сербии и Черногории | участвовали как часть команды Сербии и Черногории | участвовали как часть команды Сербии и Черногории | участвовали как часть команды Сербии и Черногории |
| Пескара 2009   | 107                                               | 2                                                 | 2                                                 | 3                                                 | 7                                                 | 16                                                |
| Мерсин 2013    | 40                                                | 1                                                 | 1                                                 | 3                                                 | 5                                                 | 15                                                |
| Таррагона 2018 | 57                                                | 0                                                 | 1                                                 | 2                                                 | 3                                                 | 22                                                |
| Оран 2022      | 32                                                | 1                                                 | 4                                                 | 2                                                 | 7                                                 | 20                                                |
| Таранто 2026   |                                                   |                                                   |                                                   |                                                   | .                                                 | —                                                 |
| Приштина 2030  |                                                   |                                                   |                                                   |                                                   | .                                                 | —                                                 |
| Всего          | Всего                                             | 4                                                 | 8                                                 | 10                                                | 22                                                | 23                                                |